# Manitowoc, Wisconsin
Manitowoc là một thành phố thuộc quận Manitowoc, tiểu bang Wisconsin, Hoa Kỳ. Năm 2000, dân số của thành phố này là 34053 người.